# Lophodermium geniculosporum
Lophodermium geniculosporum är en svampart som beskrevs av Spooner 1991. Lophodermium geniculosporum ingår i släktet Lophodermium och familjen Rhytismataceae.   Inga underarter finns listade i Catalogue of Life.